# گورستان پای تپه (پای امامزاده)
قبرستان پای تپه (پای امامزاده) مربوط به دوره قاجار است و در شهرستان کازرون، بخش کوهمره، دهستان کوهمره، قسمت جنوب شرق روستای دوسیران واقع شده و این اثر در تاریخ ۳۰ بهمن ۱۳۸۶ با شمارهٔ ثبت ۲۰۷۸۸ به‌عنوان یکی از آثار ملی ایران به ثبت رسیده‌است.